# Naruto: Ultimate Ninja
Naruto: el Ultimo Ninja es una saga de videojuegos de lucha, basada en el manga y anime Naruto, de Masashi Kishimoto. La saga está para las consolas PlayStation 2, PlayStation Portable, PlayStation 3, Xbox 360, PlayStation 4, Xbox One, PlayStation Vita y Nintendo Switch. Desarrollada por CyberConnect2, publicada por Namco Bandai y patrocinada en Japón por Shonen Jump. Tiene una estética Cel-shading.

## Sistema de juego
El sistema de lucha se mantiene para la mayoría de la saga. Los combates son 1 vs 1 (en Naruto Shippūden: Narutimate Accel 3 para psp se realizan combates 2 vs 2) encarados en escenarios que se desplaza libremente en 2D y pueden cambiar de lugar en el escenario (diferentes zonas). En ellos, X sirve para saltar con el personaje. Al apretarlo dos veces, se realiza un doble salto o se aproxima al adversario el personaje. Los combos se realizan con una combinación de las flechas y el O. Con el cuadrado se lanzan objetos (por defecto kunais) que se pueden conseguir por el escenario. Para cambiar el objeto a lanzar se usa L1 o R1.
El R2 y L2 sirve para la defensa, y si se aprieta justo antes de ser golpeado, el personaje realiza la técnica del reemplazo o cambiazo(colocándose detrás el enemigo). El triángulo sirve para cargar el chakra. El chakra sirve para realizar jutsus, dentro de los cuales hay ultimate jutsu, un pequeño ataque cinematográfico interactivo, donde los jugadores deben apretar las teclas presente en la pantalla. Algunos de estos ultimate jutsu "transforman" al personaje.

## PlayStation 2

### Naruto: Ultimate Ninja
Naruto: Ultimate Ninja (Naruto: Narutimate Hero  (NARUTO－ナルト－ ナルティメットヒーロー Naruto: Narutimetto Hīrō?)) es el primer juego de la serie. Salió el 23 de octubre de 2003 en Japón, 26 de junio de 2006 en EE. UU. y 30 de noviembre de 2006 en Europa. Presenta 12 personajes de la serie. En este juego se empieza introducir las características principales de esta saga de juegos, su forma de visualización, la cual se basa en un estilo caricaturesco, haciendo a este juego algo novedoso. En este juego hay varias opciones para el usuario en el menú Mode Select las cuales son:

#### Escenario
Este modo cuenta la historia de cada uno de los personajes, tanto principales como secundarios, la cual se desarrolla con una serie de batallas que conllevan hasta un final distinto para cada uno. La historia principal del juego llega hasta la final de los exámenes de Chunin, según la trama del anime y manga, siendo esta la historia límite del juego.
Cada historia que se termine, permite desbloquear a un nuevo jugador en el modo "Free Battle", haciendo así que el número de personajes en este modo aumente.

#### Misión
En este modo se permite usar a cualquier personaje que el usuario desee, el objetivo de esta modalidad es completar una serie de combate para así conseguir dinero y poder comprar objetos en la opción de "Shop".
Como su nombre lo dice, en este modo se completan misiones que se dividen en rangos dependiendo su dificultad, con lo cual se deberán de pasar las misiones de bajo rango para poder así acceder a las misiones más difíciles.
Además, al subir de nivel en las misiones, el jugador contara con la posibilidad de tener un rango ninja e ir aumentándolo con respecto aumente su rango en las misiones, y también se podrán adquirir diferentes sorpresas conforme se desbloquee los rangos en las misiones.

#### Distribuidora
Sony

#### Formato
DVD

### Naruto: Ultimate Ninja 2
Naruto: Ultimate Ninja 2(ＮＡＲＵＴＯ－ナルト－ ナルティメットヒーロー２, Naruto Narutimetto Hero 2) fue la segunda entrega de Ultimate Ninja, la cual llegó en 2004 a Japón y en 2007 al resto del mundo, solo para PS2.
La plantilla aumenta hasta los 32 personajes (33 en la versión japonesa), incluyendo un único modo historia en el que recorremos distintas localizaciones de la serie abarcando la historia de Naruto desde el examen de chunin hasta la pelea de los tres Sannin, añadiendo tras esto una historia exclusiva del juego en la que Orochimaru y Kabuto resucitaban al Tercer Hokage, Haku y Zabuza.
Por primera vez en la saga aparecen los ayudantes, que son personajes que podremos llamar durante el combate para que realicen un ataque o nos den algún tipo de apoyo.
Este juego se caracteriza por poseer demasiadas reglas para los combates dándole una dificultad exagerada.

#### Distribuidora
Sony

#### Formato
DVD

### Naruto: Ultimate Ninja 3
Naruto: Ultimate Ninja 3 (ＮＡＲＵＴＯ－ナルト－ナルティメットヒーロー3, Naruto Narutimetto Hero 3) apareció en 2005 en Japón y en 2008 en el resto del mundo. Esta entrega ampliaba la plantilla de luchadores hasta la cifra de 42 personajes, entre los que se encontraba el Cuarto Hokage, que era el único personaje del juego sin voz, la cual recibe en Naruto Shippuden: Ultimate Ninja Heroes 3[cita requerida].
En esta ocasión el modo historia del juego cambiaba para adquirir unos ligeros toques de RPG, pudiéndonos mover con total libertad por toda la villa de Konoha. Además de que podremos revivir toda la historia de la primera etapa de la serie.
Como curiosidad, esta entrega incluía una introducción en formato OVA en un segundo DVD.

#### Distribuidora
Sony

#### Formato
DVD

### Naruto Shippūden: Ultimate Ninja 4
Naruto Shippūden: Narutimate Accel (ＮＡＲＵＴＯ－ナルト－ 疾風伝 ナルティメットアクセル Naruto Shippūden: Narutimetto Akseru?) es el primer juego que abarca la segunda parte de la serie, Naruto Shippuden. Salió 5 de abril de 2007 en Japón, en EE. UU. el 24 de marzo de 2009 y en Europa el 7 de mayo de 2009. En EE. UU. y Europa salió bajo el nombre de Ultimate Ninja 4: Naruto Shippuden. El plantel es de 52 personajes. Presenta un modo RPG que cuenta el inicio de la segunda parte, hasta el encuentro con Itachi Uchiha y Kisame Hoshigaki. Además un modo de combates, donde se desarrolla combates principales de la primera parte.

#### Distribuidora
Sony

#### Formato
DVD

### Naruto Shippūden: Ultimate Ninja 5
Naruto Shippūden: Narutimate Accel 2 (ＮＡＲＵＴＯ－ナルト－ 疾風伝 ナルティメットアクセル２ Naruto Shippūden: Narutimetto Akseru 2?) es el segundo juego que abarca la segunda parte de la serie. Salió en Japón el 30 de diciembre de 2007 mientras que en USA y Europa salió el 27 de noviembre de 2009 con el nombre de Naruto Shippuden Ultimate Ninja 5.{{cita web|título=IGN: Naruto Shippuden: Narutimate Accel 2.
Presenta un modo RPG que cuenta el inicio de la segunda parte hasta el reencuentro con Sasuke Uchiha. Con 62 luchadores a elegir, es el tercer juego de la saga con más personajes seleccionables. El modo historia abarcaba desde el inicio de Shippuden hasta el reencuentro con Sasuke. Este modo historia se divide en dos partes, una en la que se controla a Naruto y otra en la que se controla a Sasuke. Como novedad, hay combates 2 vs 2, en los cuales se realizan ataques combinados (tanto jutsu secreto y especiales, aunque sólo con algunos). Además algunos personajes sufren transformaciones que son irreversibles hasta acabar la batalla. El juego está hablado en japonés tanto en la versión norteamericana como en la europea pero se pueden cambiar los subtítulos.

#### Distribuidora
Sony

#### Formato
DVD

## PlayStation Portable

### Naruto: Ultimate Ninja Heroes
Naruto: Ultimate Ninja Heroes es una versión editada y reducida del juego Naruto: Narutimetto Portable, al que se le habían eliminado el modo historia, varios personajes, varios escenarios y se habían modificado a personajes como Naruto y Sasuke para evitar espóileres aunque se han modificada para permitir combates 3 vs 3, en un sistema de relevo. y exclusiva para el mercado americano y europeo. Salió el 28 de agosto del 2007 en USA y el 13 de septiembre de 2007 en Europa. En éste juego, los combates del modo principal se forman grupos de 3 y se divide en cuatro capítulos. Presenta 20 personajes viene en un formato UMD.

#### Distribuidora
Sony

#### Formato
UMD

### Naruto: Ultimate Ninja Heroes 2 The Phantom Fortress
Naruto: Ultimate Ninja Heroes 2 The Phantom Fortress Este juego es el verdadero Naruto: Narutimetto Portable (ＮＡＲＵＴＯ－ナルト－ ナルティメットポータブル 無幻城の巻, Naruto: Narutimetto Pōtaburu - Mugenjō no Maki).
Su modo historia narra una aventura nueva, en la que un castillo volador aparece sobre Konoha y empieza a absorber la energía de sus habitantes. El modo historia nos obligará a subir por todas las plantas de la torre hasta acabar con el problema. Salió el 30 de marzo de 2006 en Japón, 24 de junio de 2008 en Estados Unidos y 8 de julio de 2008 en Europa. Presenta 23 personajes (tres más que el anterior). En la versión europea y americana mantienen el modo de combates en grupos de 3 (en la japonesa no está).

#### Distribuidora
Sony

#### Formato
UMD

### Naruto Shippuden: Ultimate Ninja Heroes 3
Naruto Shippuden: Ultimate Ninja Heroes 3, llamado originalmente Naruto Shippūden: Narūtimate Accel (NARUTO-ナルト - 疾風 伝 ナルティメットアクセル 3 Naruto Shippūden: Narutimetto Akuseru 3?), es la octava entrega de la serie Ultimate Ninja, anunciado como un título exclusivo para la PlayStation portable, y fue lanzado bajo la bandera de Naruto 10.º Aniversario. El juego fue lanzado en Japón el 10 de diciembre de 2009 y en América el 11 de mayo de 2010. Cuenta con 51 personajes de la serie; desde el inicio cuando Naruto regresa a la aldea, hasta el final del primer combate de Sasuke Uchiha contra su hermano Itachi Uchiha.Los combates permitían peleas de hasta 4 personajes en pantalla, permitiendo agruparlos en equipos de 1, 2 o 3 luchadores.

#### Distribuidora
Sony

#### Formato
UMD

### Naruto Shippuden: Ultimate Ninja Impact
Naruto Shippuden: Ultimate Ninja Impact, anunciado como un título exclusivo para la PlayStation portable y futuramente para PlayStation Vita, salió el 20 de octubre en 2011 en Japón, está distribuido y publicado por Bandai Namco Games. Éste juego contendrá una serie de personajes que el usuario podrá modificar sus ataques y vestuarios con cartas para esto tendrá que ganarlas en el modo historia, los beneficios de este juego es que se parece bastante a los juegos Ninja Storm anteriormente ya
presenciados en PS3 y Xbox 360.

#### Distribuidora
Sony

#### Formato(s)
UMD, PS Vita Game Card

## PlayStation 3

### Naruto: Ultimate Ninja Storm
Naruto: Narutimate Storm (ＮＡＲＵＴＯ－ナルト－ ナルティメットストーム Naruto: Narutimetto Sutōmu) Es el primer juego de la serie Storm (y el único exclusivo para PS3 de esta saga), desarrollada por CyberConnect2 y publicada por Namco Bandai el 4 de noviembre de 2008 en EE.UU y el 15 de enero de 2009 para Japón, incluye 25 personajes(+ 10 de apoyo que se pueden descargar en PlayStation Network) y abarca desde los primeros entrenamientos de Naruto Uzumaki con Kakashi, hasta el combate final que tiene contra Sasuke y salta a su despedida de Konoha cuando va con Jiraiya a entrenar por 2 años y medio, a excepción de la saga del País de las Olas que es omitida en el modo historia. El tamaño del juego es de 4360 MB. En 2024 se lanzó una versión para móviles Android y iOS.

#### Sistema de Juego
Naruto: Ultimate Ninja Storm ofrece combates en 3D, que se parecen a los vistos anteriormente en la saga, donde la cámara se sitúa atrás del personaje y puedes moverte libremente en el escenario. El juego mantiene a su vez los controles de la saga Naruto: Ultimate Ninja y la mayor parte de la dinámica.
La novedad respecto a resto de la saga, es que se puede tener a dos compañeros en la recámara para ayudar al personaje cuando se les indica. Para ello, se aprietan los botones L1 o R1. Además, tampoco se puede recoger objetos del escenario, sino que se empieza con 4 categorías de objetos; para utilizarlos, hay que apretar la flecha en la dirección del objeto a usar. También se podrá "transformar" al personaje: cuando la salud del personaje sea baja, recargando la barra de chakra al máximo y sosteniéndolo hasta que el ícono de fuego a la derecha se encienda, se "transformará" (por ejemplo, Naruto libera el Kyubi de una cola o Kakashi activa el Sharingan.)

#### Edición coleccionista
Con la salida del juego, se ha lanzado una versión para coleccionista. Su carátula es metálica (la "normal" es de plástico), lleva un CD con la banda sonora del videojuego, ilustraciones únicas desarrolladas por CyberConnect2 y 2 cartas exclusivas de Sasuke y Naruto. Está edición cuesta 10 euros más que la edición normal (70 euros/60 euros).

#### Distribuidora
Sony

#### Formato
Blu Ray Disc

### Naruto Shippuden: Ultimate Ninja Storm 2
Naruto Shippuden: Narutimate Storm 2 (ＮＡＲＵＴＯ－ナルト－ 疾風伝ナルティメットストーム2 Naruto Shippūden: Narutimetto Sutōmu 2?) es la secuela de Naruto: Ultimate Ninja Storm desarrollado por CyberConnect2 y producido por Namco Bandai Games para PlayStation 3 y Xbox360. Fue lanzado en Japón el 25 de febrero de 2011 y en Europa el 4 de marzo de 2011, y en Estados Unidos el 19 de febrero de 2011. Desaparecen los choques de jutsus que estaban presentes en la primera entrega debido, sobre todo al lag que provocaría en el juego en línea.
Este juego abarca la historia desde que Naruto vuelve a la aldea de la hoja con Jiraiya hasta su pelea con Pain incluyendo su transformación en Naruto Sage y en 6 colas.
También incluye al final como extra, el enfrentamiento de Sasuke y Killer Bee, donde se desbloquea a este último.Su tamaño es de 4434 MB(PS3)y 240 KB(X360)

#### Distribuidora(s)
Sony, Microsoft

#### Formato(s)
Blu-ray Disc, DVD-DL

### Naruto Shippuden: Ultimate Ninja Storm Generations
NARUTO SHIPPUDEN: Ultimate Ninja Storm Generations (ＮＡＲＵＴＯ－ナルト－ 疾風伝　ナルティメットストームジェネレーション, Naruto Shippūden: Narutimetto Sutōmu Generations). El juego llegó a Europa el 30 de marzo de 2012, tanto para la Xbox 360 como para la PS3. Este juego tiene un modo historia que es diferente a los de juegos anteriores, pareciéndose más al de Naruto: Ultimate Ninja, pero este abarca desde el primer entrenamiento del equipo 7 con Kakashi hasta la Reunión de los 5 Kages, dividido entre varios personajes. El juego cuenta con personajes de ambas series (Naruto y Naruto Shippūden)siendo 72 los personajes jugables(siendo así el segundo juego de Naruto con más personajes, solo detrás de su secuela, Naruto Shippuden: Ultimate Ninja Storm 3) junto con otros 15 exclusivamente de apoyo y contando con más de 35 escenarios.Su tamaño es de 2145 MB(PS3) y 100 KB(X360)

#### Distribuidora(s)
Sony, Microsoft

#### Formato(s)
Blu-ray Disc, DVD-DL

### Naruto Shippuden: Ultimate Ninja Storm 3
Naruto Shippūden: Ultimate Ninja Storm 3 (NARUTO-ナルト - 疾風伝ナルティメットストーム3, Naruto Shippūden Narutimetto Sutōmu 3) fue desarrollado por CyberConnect2 para las consolas PlayStation 3 y Xbox 360. Es el juego más largo de la saga Naruto Ultimate Ninja y tiene un número de 80 personajes. La fecha de lanzamiento fue el 5 de marzo en América del Norte y el 8 de marzo en Europa. Japón ocupó su fecha de lanzamiento el día 18 de abril de 2013.

#### Distribuidora(s)
Sony, Microsoft

#### Formato(s)
Blu-ray Disc, DVD-DL

#### Curiosidades
- Reaparecen las "Boss Battles", al igual que en Naruto Ultimate Ninja Storm y Naruto Shippūden: Ultimate Ninja Storm 2.

- Presenta un nuevo modo de batalla en el Modo Historia (se permite pelear en un campo libre y entre muchos enemigos) y un nuevo modo llamado "Ultimate Decision Mode".

- Fue lanzado contenido descargable, que incluye nuevos y exclusivos trajes de los personajes.

- Kushina Uzumaki puede ser jugable en su época de embarazo.

- Namco confirmó que los otros 6 espadachines de la niebla, Kinkaku, Ginkaku y los 4 antiguos Kages no estarán disponibles.

- Una nueva versión del juego, llamada Full Burst, agrega la pelea de Sasuke y Itachi contra Kabuto, a este último jugable en su forma de sabio, cinemáticas mejoradas, todos los DLC hasta la fecha (38 trajes para los personajes) y 100 misiones nuevas. Fue lanzado para PS3, Xbox 360 y PC el 22 de octubre.

### Naruto Shippuden: Ultimate Ninja Storm Revolution
Naruto Shipppuden: Ultimate Ninja Storm Revolution es el último videojuego de la saga en las consolas Ps3 y Xbox 360 dando camino a la próxima generación de consolas, tiene más de 100 personajes jugables incluyendo nuevos como Obito modo Juubi y a Mecha-Naruto una versión de este robótica.

#### Distribuidora(s)
Sony, Microsoft

#### Formato(s)
Blu-ray Disc, DVD-DL, Descargable por medio de PS Network en PS4.

## Play Station 4

### Naruto Shippuden: Ultimate Ninja Storm 4
Naruto Shippūden: Ultimate Ninja Storm 4 (NARUTO (ナルト　ナルチメトストム４, Naruto Shippuden:Narutimetto Sutomu Fo) Es un juego basado en el manga y anime Naruto. El modo historia comienza en la batalla entre Hashirama y Madara y continúa con la Cuarta Gran Guerra Ninja, terminando en la batalla final entre Naruto y Sasuke. En el juego hay 123 personajes, incluyendo 7 personajes nuevos pertenecientes a las películas The Last y Boruto. Fue lanzado el 14 de febrero de 2016 en Japón, 15 de febrero de 2016 en Europa y 16 de febrero de 2016 en América del Norte. Se encuentra disponible para Xbox One, PlayStation 4, PlayStation Vita y Microsoft Windows. Su tamaño es de 36.37 GB (PS4) y 25 GB (Xbox One).
| Character                                          | 1  | 2   | 3   | 4  | 5  | Heroes | Heroes 2 | Heroes 3 | Impact | Storm | Storm 2 | Generations | Storm 3 | Storm revolution | Storm 4 |
| -------------------------------------------------- | -- | --- | --- | -- | -- | ------ | -------- | -------- | ------ | ----- | ------- | ----------- | ------- | ---------------- | ------- |
| Anko Mitarashi                                     | No | No  | Sí  | Sí | Sí | No     | No       | No       | No     | No    | No      | No          | No      | No               | No      |
| Asuma Sarutobi                                     | No | No  | Sí  | Sí | Sí | No     | No       | Sí       | No     | No    | Sí      | Sí          | Sí      | Sí               | Sí      |
| Asuma Sarutobi (shinobi reencarnado)               | No | No  | No  | No | No | No     | No       | No       | No     | No    | No      | No          | Sí      | Sí               | Sí      |
| A (Cuarto Raikage)                                 | No | No  | No  | No | No | No     | No       | No       | Sí     | No    | No      | Sí          | Sí      | Sí               | Sí      |
| Chiyo                                              | No | No  | No  | Sí | Sí | No     | No       | No       | No     | No    | No      | No          | No      | No               | No      |
| Chiyo (Con las marionetas Madre y Padre)           | No | No  | No  | No | Sí | No     | No       | Sí       | No     | No    | Sí      | Sí          | Sí      | Sí               | Sí      |
| Chōji Akimichi                                     | No | Sí  | Sí  | Sí | Sí | Sí     | Sí       | Sí       | No     | Sí    | Sí      | Sí          | Sí      | Sí               | Sí      |
| Chōji Akimichi (Forma mariposa)                    | No | No  | Sí  | Sí | Sí | No     | No       | No       | No     | No    | No      | No          | Sí      | Sí               | Sí      |
| Danzo Shimura                                      | No | No  | No  | No | No | No     | No       | No       | Sí     | No    | No      | Sí          | Sí      | Sí               | Sí      |
| Darui                                              | No | No  | No  | No | No | No     | No       | No       | No     | No    | No      | No          | Sí      | Sí               | Sí      |
| Deidara                                            | No | No  | No  | Sí | Sí | No     | No       | Sí       | Sí     | No    | Sí      | Sí          | Sí      | Sí               | Sí      |
| Deidara (shinobi reencarnado)                      | No | No  | No  | No | No | No     | No       | No       | No     | No    | No      | No          | Sí      | Sí               | Sí      |
| Doto Kazahana                                      | No | Sí  | No  | No | No | No     | No       | No       | No     | No    | No      | No          | No      | No               | No      |
| Fū                                                 | No | No  | No  | No | No | No     | No       | No       | No     | No    | No      | No          | Sí      | Sí               | Sí      |
| Fū (Forma 7 colas)                                 | No | No  | No  | No | No | No     | No       | No       | No     | No    | No      | No          | Sí      | Sí               | Sí      |
| Gaara (Quinto Kazekage)                            | Sí | Sí  | Sí  | Sí | Sí | Sí     | Sí       | Sí       | Sí     | Sí    | Sí      | Sí          | Sí      | Sí               | Sí      |
| Gaara (Forma Shukaku miniatura)                    | No | No  | Sí  | Sí | Sí | No     | No       | No       | No     | No    | No      | No          | No      | No               | No      |
| Haku                                               | Sí | Sí  | Sí  | No | No | No     | No       | No       | No     | Sí    | No      | Sí          | Sí      | Sí               | Sí      |
| Han                                                | No | No  | No  | No | No | No     | No       | No       | No     | No    | No      | No          | Sí      | Sí               | Sí      |
| Han (Forma 5 colas)                                | No | No  | No  | No | No | No     | No       | No       | No     | No    | No      | No          | Sí      | Sí               | Sí      |
| Hanabi Hyūga                                       | No | No  | Sí  | Sí | Sí | No     | No       | No       | No     | No    | No      | No          | No      | No               | Sí      |
| Hanzō (shinobi reencarnado)                        | No | No  | No  | No | No | No     | No       | No       | No     | No    | No      | No          | Sí      | Sí               | Sí      |
| Hashirama Senju (Primer Hokage)                    | No | No  | Sí  | Sí | Sí | No     | No       | No       | No     | No    | No      | Sí          | Sí      | Sí               | Sí      |
| Hidan                                              | No | No  | No  | No | No | No     | No       | Sí       | Sí     | No    | Sí      | Sí          | Sí      | Sí               | Sí      |
| Hidan (Forma ritual Jashin)                        | No | No  | No  | No | No | No     | No       | Sí       | Sí     | No    | Sí      | Sí          | Sí      | Sí               | Sí      |
| Hinata Hyūga                                       | Sí | Sí  | Sí  | Sí | Sí | Sí     | Sí       | Sí       | Sí     | Sí    | Sí      | Sí          | Sí      | Sí               | Sí      |
| Hinata Hyūga (Byakugan activado)                   | No | Sí  | No  | No | No | No     | No       | No       | No     | No    | No      | No          | No      | No               | No      |
| Hinata Hyūga (Disfraz Road to Ninja)               | No | No  | No  | No | No | No     | No       | No       | No     | No    | No      | No          | Sí      | No               | Sí      |
| Hiruzen Sarutobi (Tercer Hokage)                   | No | Sí  | Sí  | Sí | Sí | No     | Sí       | No       | No     | Sí    | No      | Sí          | Sí      | Sí               | Sí      |
| Ino Yamanaka                                       | No | Sí  | Sí  | Sí | Sí | Sí     | Sí       | Sí       | No     | Sí    | Sí      | Sí          | Sí      | Sí               | Sí      |
| Itachi Uchiha                                      | No | Sí  | Sí} | Sí | Sí | Sí     | Sí       | Sí       | Sí     | Sí    | Sí      | Sí          | Sí      | Sí               | Sí      |
| Itachi Uchiha (Uniforme Anbu)                      | No | No  | No  | No | No | No     | No       | No       | No     | No    | No      | No          | Sí      | Sí               | Sí      |
| Itachi Uchiha (shinobi reencarnado)                | No | No  | No  | No | No | No     | No       | No       | No     | No    | No      | No          | Sí      | Sí               | Sí      |
| Jiraiya                                            | No | Sí  | Sí  | Sí | Sí | Sí     | Sí       | Sí       | Sí     | Sí    | Sí      | Sí          | Sí      | Sí               | Sí      |
| Jiraiya (Modo sabio)                               | No | No  | No  | No | No | No     | No       | Sí       | Sí     | No    | Sí      | Sí          | Sí      | Sí               | Sí      |
| Jirōbō                                             | No | No  | Sí  | Sí | Sí | No     | No       | No       | No     | No    | No      | No          | No      | No               | Sí      |
| Jirōbō (Segundo estado de la marca maldita)        | No | No  | Sí  | Sí | Sí | No     | No       | No       | No     | No    | No      | No          | No      | No               | Sí      |
| Jūgo                                               | No | No  | No  | No | No | No     | No       | Sí       | No     | No    | Sí      | Sí          | Sí      | Sí               | Sí      |
| Kabuto Yakushi                                     | No | Sí  | Sí  | Sí | Sí | No     | Sí       | Sí       | No     | Sí    | Sí      | Sí          | Sí      | Sí               | Sí      |
| Kabuto Yakushi (capa de serpiente)                 | No | No  | No  | No | No | No     | No       | Sí       | No     | No    | No      | Sí          | Sí      | Sí               | Sí      |
| Kabuto Yakushi (Modo Sabio)                        | No | No  | No  | No | No | No     | No       | Sí       | No     | No    | No      | Sí          | Sí      | Sí               | Sí      |
| Kakashi Hatake                                     | Sí | Sí  | Sí  | Sí | Sí | Sí     | Sí       | Sí       | Sí     | Sí    | Sí      | Sí          | Sí      | Sí               | Sí      |
| Kakashi Hakate (Uniforme Anbu)                     | No | Sí  | Sí  | No | No | No     | No       | No       | No     | No    | No      | No          | Sí      | Sí               | Sí      |
| Kakashi Hakate (Joven)                             | No | No  | No  | No | No | No     | No       | Sí       | No     | No    | No      | Sí          | Sí      | Sí               | Sí      |
| Kakuzu                                             | No | No  | No  | No | No | No     | No       | Sí       | Sí     | No    | Sí      | Sí          | Sí      | Sí               | Sí      |
| Kakuzu (Modo Earth Grude)                          | No | No  | No  | No | No | No     | No       | Sí       | Sí     | No    | Sí      | Sí          | Sí      | Sí               | Sí      |
| Kankurō                                            | No | Sí  | Sí  | Sí | Sí | No     | No       | Sí       | No     | Sí    | Sí      | Sí          | Sí      | Sí               | Sí      |
| Karin                                              | No | No  | No  | No | No | No     | No       | Sí       | No     | No    | Sí      | Sí          | Sí      | Sí               | Sí      |
| Kiba Inuzuka                                       | No | Sí  | Sí  | Sí | Sí | Sí     | Sí       | Sí       | No     | Sí    | Sí      | Sí          | Sí      | Sí               | Sí      |
| Kidomaru                                           | No | No  | Sí  | Sí | Sí | No     | No       | No       | No     | No    | No      | No          | No      | No               | Sí      |
| Kidomaru (Segundo estado de la marca maldita)      | No | No  | Sí  | Sí | Sí | No     | No       | No       | No     | No    | No      | No          | No      | No               | Sí      |
| Killer Bee                                         | No | No  | No  | No | No | No     | No       | No       | Sí     | No    | Sí      | Sí          | Sí      | Sí               | Sí      |
| Killer Bee (Forma 8 colas)                         | No | No  | No  | No | No | No     | No       | No       | Sí     | No    | Sí      | Sí          | Sí      | Sí               | Sí      |
| Kimimaro                                           | No | No  | Sí  | Sí | Sí | No     | No       | No       | No     | Sí    | No      | Sí          | Sí      | Sí               | Sí      |
| Kimimaro (Segundo estado de la marca maldita)      | No | No  | Sí  | Sí | Sí | No     | No       | No       | No     | Sí    | No      | Sí          | Sí      | Sí               | Sí      |
| Kisame Hoshigaki                                   | No | Sí  | Sí  | Sí | Sí | Sí     | Sí       | Sí       | Sí     | Sí    | Sí      | Sí          | Sí      | Sí               | Sí      |
| Konan                                              | No | No  | No  | No | No | No     | No       | Sí       | Sí     | No    | Sí      | Sí          | Sí      | Sí               | Sí      |
| Konohamaru Sarutobi                                | No | No  | Sí  | Sí | Sí | No     | No       | No       | No     | No    | No      | No          | No      | Sí               | Sí      |
| Kurenai Yūhi                                       | No | No  | Sí  | Sí | Sí | No     | No       | Sí       | No     | No    | No      | No          | No      | No               | No      |
| Lars Alexandersson                                 | No | No  | No  | No | No | No     | No       | No       | No     | No    | Sí      | No          | No      | No               | No      |
| Madara Uchiha                                      | No | No  | No  | No | No | No     | No       | No       | No     | No    | No      | No          | Sí      | Sí               | Sí      |
| Mei Terumī (Quinta Mizukage)                       | No | No  | No  | No | No | No     | No       | No       | No     | No    | No      | Sí          | Sí      | Sí               | Sí      |
| Mifune                                             | No | No  | No  | No | No | No     | No       | No       | No     | No    | No      | No          | Sí      | Sí               | Sí      |
| Might Guy                                          | Sí | Sí  | Sí  | Sí | Sí | Sí     | Sí       | Sí       | Sí     | Sí    | Sí      | Sí          | Sí      | Sí               | Sí      |
| Minato Namikaze (Cuarto Hokage)                    | No | No  | Sí  | Sí | Sí | No     | No       | Sí       | Sí     | No    | Sí      | Sí          | Sí      | Sí               | Sí      |
| Mū (Segundo Tsuchikage) (shinobi reencarnado)      | No | No  | No  | No | No | No     | No       | No       | No     | No    | No      | No          | Sí      | Sí               | Sí      |
| Nagato (Pain)                                      | No | No  | No  | No | No | No     | No       | Sí       | Sí     | No    | Sí      | Sí          | Sí      | Sí               | Sí      |
| Nagato (shinobi reencarnado)                       | No | No  | No  | No | No | No     | No       | No       | No     | No    | No      | No          | Sí      | Sí               | Sí      |
| Naruto Uzumaki                                     | Sí | Sí  | Sí  | Sí | Sí | Sí     | Sí       | Sí       | Sí     | Sí    | Sí      | Sí          | Sí      | Sí               | Sí      |
| Naruto Uzumaki (manto de Kyubi)                    | Sí | Sí  | Sí  | Sí | Sí | Sí     | Sí       | Sí       | No     | No    | No      | No          | Sí      | Sí               | Sí      |
| Naruto Uzumaki (Forma 1 cola Kyubi)                | No | No  | Sí  | Sí | Sí | No     | No       | No       | No     | Sí    | No      | Sí          | Sí      | Sí               | Sí      |
| Naruto Uzumaki (Forma 4 colas Kyubi)               | No | No  | No  | No | Sí | No     | No       | Sí       | Sí     | No    | Sí      | Sí          | Sí      | Sí               | Sí      |
| Naruto Uzumaki (Forma 6 colas Kyubi)               | No | No  | No  | No | No | No     | No       | No       | Sí     | No    | Sí      | Sí          | Sí      | Sí               | Sí      |
| Naruto Uzumaki (Modo Control de Chakra de Kyubi)   | No | No  | No  | No | No | No     | No       | No       | No     | No    | No      | Sí          | Sí      | Sí               | Sí      |
| Naruto Uzumaki (Modo bestia con cola)              | No | No  | No  | No | No | No     | No       | No       | No     | No    | No      | No          | Sí      | Sí               | Sí      |
| Naruto Uzumaki (Modo sabio)                        | No | No  | No  | No | No | No     | No       | No       | Sí     | No    | Sí      | Sí          | Sí      | Sí               | Sí      |
| Naruto Uzumaki (Hokage)                            | No | No  | No  | No | No | No     | No       | No       | No     | No    | Sí      | No          | Sí      | Sí               | Sí      |
| Naruto Uzumaki (La bestia verde)                   | No | Sí  | Sí  | No | No | No     | No       | No       | No     | No    | No      | No          | No      | No               | No      |
| Naruto Uzumaki (Estudiante)                        | No | No  | No  | No | No | No     | No       | Sí       | No     | No    | No      | No          | No      | No               | No      |
| Naruto Uzumaki (Samurai)                           | No | No  | No  | No | No | No     | No       | No       | No     | No    | No      | No          | Sí      | Sí               | Sí      |
| Naruto Uzumaki (Traje de Goku)                     | No | No  | No  | No | No | No     | No       | No       | No     | No    | No      | No          | Sí      | No               | No      |
| Neji Hyūga                                         | Sí | Sí  | Sí  | Sí | Sí | Sí     | Sí       | Sí       | No     | Sí    | Sí      | Sí          | Sí      | Sí               | Sí      |
| Obito Uchiha (Tobi)                                | No | No  | No  | No | No | No     | No       | Sí       | Sí     | No    | Sí      | Sí          | Sí      | Sí               | Sí      |
| Obito Uchiha (Hombre enmascarado)                  | No | No  | No  | No | No | No     | No       | No       | No     | No    | No      | Sí          | Sí      | Sí               | Sí      |
| Obito Uchiha (Tobi) (Rinnegan)                     | No | No  | No  | No | No | No     | No       | No       | No     | No    | No      | No          | Sí      | Sí               | Sí      |
| Obito Uchiha (joven)                               | No | No  | No  | No | No | No     | No       | Sí       | No     | No    | No      | Sí          | Sí      | Sí               | Sí      |
| Ōnoki (Tercer Tsuchikage)                          | No | No  | No  | No | No | No     | No       | No       | No     | No    | No      | Sí          | Sí      | Sí               | Sí      |
| Orochimaru                                         | Sí | Sí  | Sí  | Sí | Sí | Sí     | Sí       | Sí       | No     | Sí    | Sí      | Sí          | Sí      | Sí               | Sí      |
| Orochimaru (Sellado)                               | No | Sí  | No  | No | No | No     | No       | No       | No     | No    | No      | No          | No      | No               | No      |
| Rock Lee                                           | Sí | Sí  | Sí  | Sí | Sí | Sí     | Sí       | Sí       | Sí     | Sí    | Sí      | Sí          | Sí      | Sí               | Sí      |
| Rock Lee (Puño borracho)                           | No | No  | Sí  | Sí | Sí | No     | No       | No       | No     | No    | No      | No          | Sí      | No               | No      |
| Rōshi                                              | No | No  | No  | No | No | No     | No       | No       | No     | No    | No      | No          | Sí      | Sí               | Sí      |
| Rōshi (Forma 4 colas)                              | No | No  | No  | No | No | No     | No       | No       | No     | No    | No      | No          | Sí      | Sí               | Sí      |
| Sai                                                | No | No  | No  | No | Sí | No     | No       | Sí       | No     | No    | Sí      | Sí          | Sí      | Sí               | Sí      |
| Sakon                                              | No | No  | Sí  | Sí | Sí | No     | No       | No       | No     | No    | No      | No          | No      | Sí               | Sí      |
| Sakon (Segundo estado de la marca maldita)         | No | No  | Sí  | Sí | Sí | No     | No       | No       | No     | No    | No      | No          | No      | Sí               | Sí      |
| Sakura Haruno                                      | Sí | Sí  | Sí  | Sí | Sí | Sí     | Sí       | Sí       | Sí     | Sí    | Sí      | Sí          | Sí      | Sí               | Sí      |
| Sakura Haruno (Bikini)                             | No | No  | No  | No | No | No     | No       | No       | No     | No    | No      | No          | Sí      | Sí               | Sí      |
| Sakura Haruno (Academia ninja)                     | No | No  | No  | No | No | No     | No       | No       | No     | No    | No      | No          | Sí      | Sí               | Sí      |
| Sasori (Marioneta Hiruko)                          | No | No  | No  | Sí | Sí | No     | No       | Sí       | No     | No    | No      | No          | No      | No               | No      |
| Sasori (con marioneta del Tercer Kazekage)         | No | No  | No  | No | Sí | No     | No       | Sí       | Sí     | No    | Sí      | Sí          | Sí      | Sí               | Sí      |
| Sasori (Forma marioneta humana)                    | No | No  | No  | No | Sí | No     | No       | Sí       | Sí     | No    | Sí      | Sí          | Sí      | Sí               | Sí      |
| Sasori (shinobi reencarnado)                       | No | No  | No  | No | No | No     | No       | No       | No     | No    | No      | No          | No      | Sí               | Sí      |
| Sasuke Uchiha                                      | Sí | Sí> | Sí  | Sí | Sí | Sí     | Sí       | Sí       | Sí     | Sí    | Sí      | Sí          | Sí      | Sí               | Sí      |
| Sasuke Uchiha (Segundo estado de la marca maldita) | No | No  | Sí< | Sí | Sí | No     | No       | Sí       | Sí     | Sí    | Sí      | Sí          | Sí      | Sí               | Sí      |
| Sasuke Uchiha (Taka)                               | No | No  | No  | No | No | No     | No       | No       | Sí     | No    | Sí      | Sí          | Sí      | Sí               | Sí      |
| Sasuke Uchiha (Susanoo)                            | No | No  | No  | No | No | No     | No       | No       | Sí     | No    | No      | Sí          | Sí      | Sí               | Sí      |
| Sasuke Uchiha (Mangekyo Sharingan Eterno)          | No | No  | No  | No | No | No     | No       | No       | No     | No    | No      | No          | Sí      | Sí               | Sí      |
| Sasuke Uchiha (Estudiante)                         | No | No  | No  | No | No | No     | No       | Sí       | No     | No    | No      | No          | No      | No               | No      |
| Sasuke Uchiha (Disfraz Road to Ninja)              | No | No  | No  | No | No | No     | No       | No       | No     | No    | No      | No          | Sí      | Sí               | Sí      |
| Shino Aburame                                      | No | Sí  | Sí< | Sí | Sí | Sí     | Sí       | Sí       | No     | Sí    | Sí      | Sí          | Sí      | Sí               | Sí      |
| Shikamaru Nara                                     | Sí | Sí  | Sí  | Sí | Sí | Sí     | Sí       | Sí       | Sí     | Sí    | Sí      | Sí          | Sí      | Sí               | Sí      |
| Shizune                                            | No | Sí  | Sí  | Sí | Sí | No     | Sí       | Sí       | No     | No    | No      | No          | No      | No               | No      |
| Suigetsu Hōzuki                                    | No | No  | No  | No | No | No     | No       | Sí       | No     | No    | Sí      | Sí          | Sí      | Sí               | Sí      |
| Tayuya                                             | No | No  | Sí  | Sí | Sí | No     | No       | No       | No     | No    | No      | No          | No      | Sí               | Sí      |
| Tayuya (Segundo estado de la marca maldita)        | No | No  | Sí  | Sí | Sí | No     | No       | No       | No     | No    | No      | No          | No      | Sí               | Sí      |
| Temari                                             | No | Sí  | Sí  | Sí | Sí | No     | No       | Sí       | No     | Sí    | Sí      | Sí          | Sí      | Sí               | Sí      |
| Tenten                                             | No | Sí  | Sí  | Sí | Sí | Sí     | Sí       | Sí       | No     | Sí    | Sí      | Sí          | Sí      | Sí               | Sí      |
| Tobirama Senju (Segundo Hokage)                    | No | No  | Sí> | Sí | Sí | No     | No       | No       | No     | No    | No      | Sí          | Sí      | Sí               | Sí      |
| Tsunade (Quinta Hokage)                            | No | Sí  | Sí  | Sí | Sí | Sí     | Sí       | Sí       | No     | Sí    | Sí      | Sí          | Sí      | Sí               | Sí      |
| Tsunade (Traje de baño)                            | No | No  | No  | No | No | No     | No       | No       | No     | No    | No      | No          | Sí      | Sí               | Sí      |
| Utakata                                            | No | No  | No  | No | No | No     | No       | No       | No     | No    | No      | No          | Sí      | Sí               | Sí      |
| Utakata (Forma 6 colas)                            | No | No  | No  | No | No | No     | No       | No       | No     | No    | No      | No          | Sí      | Sí               | Sí      |
| Yagura (Cuarto Mizukage)                           | No | No  | No  | No | No | No     | No       | No       | No     | No    | No      | No          | Sí      | Sí               | Sí      |
| Yagura (Forma 3 colas)                             | No | No  | No  | No | No | No     | No       | No       | No     | No    | No      | No          | Sí      | Sí               | Sí      |
| Yamato                                             | No | No  | No  | No | Sí | No     | No       | Sí       | No     | No    | Sí      | Sí          | Sí      | Sí               | Sí      |
| Yugito Nii                                         | No | No  | No  | No | No | No     | No       | No       | No     | No    | No      | No          | Sí      | Sí               | Sí      |
| Yugito Nii (Forma 2 colas)                         | No | No  | No  | No | No | No     | No       | No       | No     | No    | No      | No          | Sí      | Sí               | Sí      |
| Zabuza Momochi                                     | Sí | Sí  | Sí  | Sí | Sí | No     | No       | No       | No     | No    | No      | Sí          | Sí      | Sí               | Sí      |